# راسوی سیاه‌خط
راسوی سیاه‌خط (نام علمی: Mustela strigidorsa) نام یک گونه از سرده راسو است.